# Jaraíz de la Vera
Jaraíz de la Vera este un oraș din Spania, situat în provincia Cáceres din comunitatea autonomă Extremadura. Are o populație de 6.727 de locuitori (2012).